# Jamie Clayton
Jamie Clayton (San Diego, California, 15 de enero de 1978) es una actriz estadounidense, conocida por interpretar a Nomi Marks en la serie Sense8 en Netflix, también conocida por The neon demon y Hellraiser.

## Biografía
Clayton creció en San Diego, donde durante una dura infancia, se trasladó a Nueva York cuando tenía 19 años para perseguir una carrera como artista de maquillaje y con la ilusión de encontrar pareja. En 2011 fue galardonada por la revista Out como parte de sus premios anuales "Out 100" debido a que se declaró transgénero.

## Carrera
En 2010 Clayton fue artista de maquillaje y coanfitriona en VH1 primer show cambio de imagen TRANSform Me. Al año siguiente interpretó el papel recurrente de Kyla en la tercera temporada de la serie  Hung de HBO. En 2012 Clayton interpretó el papel principal de Michelle Darnell en Dirty Work ganando un Premio Emmy como serie web interactiva y el papel de Carla Favers en la serie televisiva  Are We There Yet?. También narró el libro de grado medio George sobre una joven transgénero.
Clayton interpretó a uno de los ocho personajes principales de la serie original de televisión Sense8 en Netflix, que se estrenó el 5 de junio de 2015. En Sense8  interpretó a Nomi Marks, una transgénero lesbiana, bloguera política y hacker en San Francisco. Los personajes del reparto principal se denominan "Sensate".
En 2016 participó en la película The Neon Demon, de Nicolas Winding Refn.
Desde 2019 forma parte del elenco de The L Word: Generation Q dándole vida al personaje de Tess.

## Filmografía
Tess

| Año       | Título              | Papel                | Notas                           |
| --------- | ------------------- | -------------------- | ------------------------------- |
| 2022      | Hellraiser (2022)   | Pinhead              |                                 |
| 2020      | Roswell, New Mexico | Agente Grace Powell  | Elenco recurrente (temporada 2) |
| 2019      | Designated Survivor | Sasha Booker         |                                 |
| 2019      | The Chain           | Dr. Ryan             |                                 |
| 2017      | The Snowman         | Edda                 |                                 |
| 2016      | The Neon Demon      | Directora de casting |                                 |
| 2015-2018 | Sense8              | Nomi Marks           | Elenco principal                |
| 2014      | Scissr              | Niamh                |                                 |
| 2013      | Hustling            | Nadya                |                                 |
| 2012      | Are We There Yet?   | Carla Favers         |                                 |
| 2012      | Dirty Work          | Michelle             |                                 |
| 2011      | Hung (Superdotado)  | Kyla                 |                                 |
| 2010      | Transform Me        | Phaea                |                                 |